# Selección de fútbol sub-16 de Francia
La selección de fútbol sub-16 de Francia es la selección nacional de fútbol sub-16 de dicho país y está controlada por la Federación Francesa de Fútbol. Anteriormente, el equipo competía en el Campeonato de Europa Sub-16 de la UEFA, antes de que se convirtiera en una competición sub-17 en 2002. La selección sub-16 compite en torneos regionales, como el Tournoi de Val-de-Marne y el Torneo de Montaigu, y en torneos internacionales, como la Copa del Egeo.
Antes de que el Campeonato de Europa de Fútbol Sub-16 de la UEFA se convirtiera en una competición sub-17, Francia nunca ganó la competición, pero quedó subcampeona en dos ocasiones, en 1996 y 2001.

## Jugadores
Apariciones y goles a 16 de mayo de 2016 tras el partido contra Alemania.
| No. | Pos. | Jugador                  | Fecha de nacimiento (edad) | Apa. | Goles | Club                |
| --- | ---- | ------------------------ | -------------------------- | ---- | ----- | ------------------- |
| 1   |      | Nathan Cremillieux       | 2000 de enero del 9        | 8    | 0     | Saint-Étienne       |
| 16  |      | Sonny Laiton             | 2000 de enero del 28       | 2    | 0     | Auxerre             |
|     |      |                          |                            |      |       |                     |
| 5   |      | Till Cissokho            | 2000 de febrero del 8      | 11   | 0     | Bordeaux            |
| 2   |      | Yohan Junger             | 2000 de febrero del 1      | 11   | 0     | Metz                |
| 4   |      | Batista Mendy            | 2000 de enero del 12       | 10   | 0     | Nantes              |
| 3   |      | Hakim Guenouche          | 2000 de mayo del 30        | 10   | 0     | Nancy               |
| 17  |      | Tom Flamant              | 2000 de octubre del 26     | 8    | 1     | Paris Saint-Germain |
| 13  |      | Leroy Abanda Mfomo       | 2000 de junio del 7        | 7    | 0     | Monaco              |
| 15  |      | Maxence Lacroix          | 2000 de abril del 6        | 1    | 0     | Sochaux             |
|     |      |                          |                            |      |       |                     |
| 6   |      | Claudio Gomes            | 2000 de julio del 23       | 13   | 0     | Paris Saint-Germain |
| 8   |      | Aurélien Tchouaméni      | 2000 de enero del 27       | 11   | 0     | Bordeaux            |
| 7   |      | Yacine Adli              | 2000 de julio del 29       | 10   | 4     | Paris Saint-Germain |
| 12  |      | Mathis Picouleau         | 2000 de mayo del 8         | 10   | 0     | Rennes              |
| 10  |      | Thanawat Suengchitthawon | 2000 de enero del 8        | 4    | 1     | Nancy               |
| 14  |      | Darly N'Landu            | 2000 de julio del 14       | 1    | 0     | Lille               |
|     |      |                          |                            |      |       |                     |
| 11  |      | Alan Kerouedan           | 2000 de enero del 12       | 16   | 5     | Rennes              |
| 9   |      | Amine Gouiri             | 2000 de febrero del 16     | 11   | 4     | Lyon                |
| 18  |      | Charles Abi              | 2000 de abril del 12       | 11   | 2     | Saint-Étienne       |
| 20  |      | Alexis Flips             | 2000 de enero del 18       | 11   | 0     | Lille               |
| 19  |      | Matthias Phaeton         | 2000 de enero del 8        | 5    | 4     | Brest               |